# Lasioglossum caspicum
Lasioglossum caspicum är en biart som först beskrevs av Morawitz 1874.  Lasioglossum caspicum ingår i släktet smalbin, och familjen vägbin. Inga underarter finns listade i Catalogue of Life.